# John A. Waldron
John A. Waldron (Utica, 21 giugno 1891 – Los Angeles, 26 dicembre 1947) è stato uno sceneggiatore, produttore cinematografico, regista e attore statunitense.

## Biografia
Attivo nel cinema negli anni venti e trenta, lavorò come direttore della produzione, supervisore, sceneggiatore, regista e attore, firmando centinaia di film.

## Filmografia parziale

### Attore
- Men Were Deceivers Ever, regia di Bert Haldane (1917)

### Sceneggiatore
- Men Were Deceivers Ever, regia di Bert Haldane (1917)
- L'idolo del villaggio (A Small Town Idol), regia di Erle C. Kenton e Mack Sennett (1921)
- Rough and Ready, regia di William Campbell (1923)
- Nip and Tuck, regia di Roy Del Ruth (1923)
- Flip Flops, regia di Roy Del Ruth (1923)
- Smile Please, regia di Roy Del Ruth (1924)
- Daddy Knows Best, regia di Leslie Pearce (1933)